# غابة ملك مملكة البحرين
غابة ملك مملة البحرين تقع هذه الغابة في المملكة الأدرنية الهاشمية  على طريق مطار الملكة علياء الدولي. سُميت سابقًا «منتزه غمدان » لكن عند زيارة حمد بن عيسى آل خليفة ملك البحرين سُميت هذه الغابة باسمه، وعند عودته إلى البحرين سمى شارع باسم الملك عبد الله بن الحسين.